# روبرتو لوبيز ألكيد
روبرتو لوبيز ألكيد (بالإسبانية: Roberto López Alcaide) هو لاعب كرة قدم إسباني، ولد في 24 أبريل 2000 في سرقسطة في إسبانيا. لعب مع ريال سوسيداد ب.

## وصلات خارجية
- روبرتو لوبيز ألكيد على موقع قاعدة بيانات كرة القدم.إي يو (الإنجليزية)
- روبرتو لوبيز ألكيد على موقع Soccerway.com (الإنجليزية)